# Everistia vacciniifolia
Everistia es un género monotípico de plantas con flores perteneciente a la familia Rubiaceae. Su única especie: Everistia vacciniifolia (F.Muell.) S.T.Reynolds & R.J.F.Hend., se encuentra en Australia.

## Taxonomía
Everistia vacciniifolia fue descrita por (F.Muell.) S.T.Reynolds & R.J.F.Hend. y publicado en Austrobaileya 5: 355, en el año 1999.
Variedades aceptadas
- Everistia vacciniifolia var. vacciniifolia

Sinonimia
- Canthium microphyllum F.Muell.
- Canthium vacciniifolium F.Muell.[3]